# EXIT (ポルノグラフィティの曲)
「EXIT」（イグジット）は、ポルノグラフィティの楽曲。2011年3月2日にSME Recordsより32作目のシングルとしてリリースされた。

## 概要
前作『君は100%』から約4ヶ月ぶりのリリース。
通常盤・初回生産限定盤の2形態でのリリース。初回生産限定盤には表題曲のMVを収録したDVDが付属する。また、通常盤は初回仕様のみスリーブケース仕様となっている。
本作で、3rdシングル『ミュージック・アワー』から30作連続（通算31作目）となるオリコン週間シングルチャートTOP5入りを達成した。

## 収録曲

### Disc 1 (CD)
全編曲：ak.homma, Porno Graffitti
1. EXIT
作詞：新藤晴一 作曲：新藤晴一, ak.homma
フジテレビ系テレビドラマ『大切なことはすべて君が教えてくれた』主題歌[1]。
  - 初の新藤晴一とak.hommaの共作によるミディアムナンバーで、自身初の月9主題歌に起用された[2]。
  - ak.hommaが作曲に携わったのは2008年のベストアルバム2作に収録された「A New Day」「約束の朝」以来で、ak.hommaが作曲に携わった最後のポルノグラフィティの楽曲（2021年時点）。
  - 歌詞は地下鉄が舞台となっているが、景色としてではなく観念として描かれており、作詞した新藤曰く「言葉の昇華ができた、理想的な歌詞」だという[3][4][5]。
  - MVは歌詞にある通り『地下鉄のホーム』のセットで撮影され、CGの炎や光以外はモノクロの映像となっている[6]。また、新藤が自身のテレキャスターに似せた偽物のギターを地面に思い切り投げつける場面がある[6]。
  - リリース前の2010年12月30日・31日に行われた『11thライヴサーキット "∠TARGET" ENCORE』で初披露された。
  - 『カフェイン11』で本楽曲を初オンエアした際、新藤は「『○○のEXIT』や『○○へのEXIT』、もしくはサブタイトルを付けて発売したいと思っているので、皆さまに届く頃にはきっと新しいタイトルになっていることでしょう」と発言し、それ以降は「EXIT（仮）」としていたが、最終的にタイトルが変わることはなかった。
2. Regret
作詞・作曲：岡野昭仁
  - タイトルの通り、後悔（Regret）について語ったミッド・ナンバー[7]。
  - 歌詞中に「マイナス1000℃」という表現があるが、セルシウス温度でその温度は存在しない。
  - ak.hommaが編曲を手掛けた最後のポルノグラフィティの楽曲（2021年時点）。
3. LIVE ON LIVE [Recorded at YOKOHAMA ARENA from 11th LIVE CIRCUIT "∠TARGET" ENCORE (2010/12/31)]
作詞・作曲：岡野昭仁
  - ライヴDVD『"BITTER SWEET MUSIC BIZ" LIVE IN BUDOKAN 2002』にSpecial Trackとして収録された楽曲のライヴ音源。音源はタイトルにもあるように『11thライヴサーキット "∠TARGET" ENCORE』12月31日公演で収録された。
  - 本作への収録にあたり、意味が通るように歌詞中の「叫ぶよ 枯れても」との誤植を「叫ぶよ 嗄れても」へと表記を訂正している。

### Disc 2 (DVD)
| #  | タイトル             | 作詞 | 作曲・編曲 | 監督          |
| -- | -------------------- | ---- | ---------- | ------------- |
| 1. | 「EXIT」(Video Clip) |      |            | セキ★リュウジ |

## 演奏参加
Porno Graffitti
- 岡野昭仁：Vocal, Chorus, Acoustic Guitar
- 新藤晴一：Guitar

Additional Musicians
- Drums：河村"カースケ"智康（M-1,M-2）, 野崎真助（M-3）
- Bass：根岸孝旨（M-1,M-2）, 野崎森男（M-3）
- Strings：今野均 Strings（M-1,M-2）
- Trumpet：小林 太（M-2）
- Trombone：鹿討 奏（M-2）
- Tenor Saxophone：竹上良成（M-2）
- Synthesist：nang-chang（M-1,M-2）
- YAMAHA CP-70, Tubular Bell, Tambourine：ak.homma（M-1）
- RHODES Seventy Three, HAMMOND B-3：ak.homma（M-2）
- Keybords：宗本康兵（M-3）
- Violin：NAOTO（M-3）
- Manipulator：nang-chang（M-3）